# Hello! (Ridillo)
Hello! è il sesto album dei Ridillo, pubblicato nel 2008.
Preceduto dai singoli Stop alle telefonate (Estate) e L'elastico, il 10 ottobre 2008 esce la prima raccolta di successi della band, che contiene anche tre nuovi brani. Le canzoni risalenti al periodo 1996-2000 sono qui presenti in una nuova veste riarrangiata, in particolare la versione di Rinascerò è la maggiormente rinnovata. L'album è quindi da considerarsi quasi del tutto inedito, dato che solo tre pezzi sono già stati pubblicati identici in precedenti album. Dopo l'ultima canzone, Supermarket (cover di Lucio Battisti/Mogol), c'è una breve ghost track in cui il giovanissimo Manuel (figlio di Bengi) canta Stop alle telefonate (Estate). Per la prima volta un album dei Ridillo viene pubblicato anche sull'iTunes Store (e all'epoca addirittura solo a 128 kbps), e per lungo tempo rimane il loro disco con il maggior numero di download digitali.

## Tracce

### CD (Steamroller SR6203)
1. Stop alle telefonate (Estate) - 3:36
2. Mondo nuovo - nuova versione - 3:55
3. Mangio amore - nuova versione - 4:02
4. Arrivano i nostri (Sarà quel che sarà) - nuova versione - 4:33
5. Festa in 2 - nuova versione - 4:30
6. L'elastico - 3:41
7. Figli di una buona stella - nuova versione - 4:42
8. Stretti stretti al 100% - 3:29
9. Pace e amore - nuova versione - 4:52
10. Talmente donna (More Than A Woman) - nuova versione - 3:21
11. Aroma funky - nuova versione - 4:09
12. Rinascerò - nuova versione - 4:17
13. Se ti regalo un fiore (Gimme Little Sign) - 3:27
14. Son capaci tutti - 3:47
15. Supermarket - 3:27
16. Stop alle telefonate (A cappella) (ghost track) - 0:49

## Formazione
I Ridillo sono formati da:
- Daniele "Bengi" Benati: voce e chitarra;
- Claudio Zanoni: tromba, chitarra e voce;
- Alberto Benati: tastiere e voce;
- Paolo D'Errico: basso, fischio e voce;
- Renzo Finardi: batteria, percussioni e voce.